# 1353년

## 연호
- 원(元) 지정(至正) 13년
- 일본(日本) 남조(南朝) 쇼헤이(正平) 8년
- 일본(日本) 북조(北朝) 분나(文和) 2년
- 쩐 왕조(陳朝) 티에우퐁(紹豊) 13년

## 기년
- 원(元) 혜종(惠宗) 21년
- 고려(高麗) 공민왕(恭愍王) 2년
- 쩐 왕조(陳朝) 유종(裕宗) 13년

## 사건
- 조반니 보카치오의 《데카메론》이 완성되다.